# ファクンド・ベルトグリオ
ファクンド・ダニエル・ベルトグリオ（Facundo Daniel Bertoglio, 1990年6月30日 - ）は、アルゼンチン・サンタフェ州出身の元サッカー選手。現役時代のポジションはミッドフィールダー。

## 経歴
2009年からアルゼンチンのCAコロンに所属。5月に行われたAAアルヘンティノス・ジュニアーズ戦でプリメーラ・ディビシオンデビューを果たした。10月8日、アルセナルFC戦で初ゴールを決めた。2009年中に早くも主力選手としてトップチームに定着し、2010年には19歳の若さでコパ・リベルタドーレスにも出場した。
2010年5月19日、ウクライナ・プレミアリーグの名門FCディナモ・キーウへ5年契約で移籍した。支払われた違約金は500万ユーロ、これはCAコロンに支払われた違約金の中では最高金額であった。
2012年にブラジル・セリエAのグレミオFBPAにレンタル移籍、2013年7月、フランス・リーグ・アンに属するエヴィアン・トノン・ガイヤールFCへレンタル移籍、2014年8月にアルゼンチン・プリメーラ・ディビシオンのCAティグレへレンタル移籍した。
2015年7月にギリシャ・スーパーリーグ（1部）のアステラス・トリポリスFCに移籍。国内リーグ戦では20試合に出場し3得点5アシストを記録。UEFAヨーロッパリーグでは4試合に出場し1得点2アシストを記録した。
2016年8月23日、ファーストディビジョン屈指の強豪APOELニコシアに移籍。リーグ戦26試合で5得点5アシスト、UEFAチャンピオンズリーグ最終予選及びUEFAヨーロッパリーグ本大会では13試合に出場し1アシストを記録した。
2018年2月28日、カザフスタン・プレミアリーグのFCオルダバスに移籍。
2018年7月17日、PASラミア1964に移籍。
2019年7月25日、CAアルドシビに移籍。
2020年8月12日、アリス・テッサロニキに移籍。

## タイトル

### クラブ
ディナモ・キエフ
- ウクライナ・プレミアリーグ 準優勝（1回）：2010-11
- ウクライナ・カップ 準優勝（1回）：2010-11
- ウクライナ・スーパーカップ 優勝（1回）：2011-2012

APOELニコシア
- ファーストディビジョン 優勝（1回）：2016-17
- キプロス・カップ 準優勝（1回）：2016-17
- キプロス・スーパーカップ 準優勝（1回）：2017-18

## 代表歴
アルゼンチン代表監督を歴任していたディエゴ・マラドーナに見出されアルゼンチン代表として、2010年5月5日、親善試合のハイチ戦で初招集されると、代表初得点を含む2得点を挙げた。